# Новая церковь Святого Петра (Страсбург, католическая)
Новая католическая церковь Святого Петра в Страсбурге (также Сен-Пьер-ле-Жён; фр. Église Saint-Pierre-le-Jeune catholique de Strasbourg, нем. Jung-Sankt-Peter katholisch Straßburg) — католическая церковь, расположенная в районе Нойштадт города Страсбург (Эльзас, Гранд-Эст); здание храма в неороманском стиле было построено в 1889—1893 годах по проекту и под руководством архитекторов Шьёльда Неккельмана и Августа Хартеля — оно увенчано самым крупным куполом в Эльзасе с внутренним диаметром в 18,5 м.

## История и описание
Здание для Новой католической церкви Святого Петра в Страсбурге было построено в 1889—1893 годах по планам и под руководством двух местных архитекторов: датчанина Шьёльда Некельмана (Skjøld Neckelmann, 1854—1903) и кёльнца Августа Хартеля (August Hartel, 1844—1890); Некельман также являлся автором проекта соседнего Дворца правосудия (1897), построенного из серого песчаника. Проект церкви был создан в неороманском стиле, а само здание было увенчано самым крупным куполом во всем Эльзасе: его внутренняя высота составляла 50 метров, а внутренний диаметр — 18,5 м. Экстерьер здания был выполнен из красного песчаника из Вогез. Орган храма был построен в 2003 году специалистами из мастерской Ива Кенига (Yves Kœnig); с 2006 года на площади перед зданием стоит памятник уроженцу города монаху Шарлю де Фуко.